# جورجي بليخانوف
جورجي بليخانوف (بالروسية: Георгий Плеханов)؛ 29 نوفمبر 1856 - 30 مايو 1918، هو ثوري ومفكر روسي، مؤسس الحركة الديمقراطية الاجتماعية في روسيا، ومنظر ماركسي بارز، وشخصية اجتماعية شهيرة. في البداية كان زعيما لمنظمة «الأرض والحرية» (الشعبوية). وفي عام 1880 كان قد هاجر من روسيا إلى فرنسا وبعد دراسته لمؤلفات ماركس وأنجلز، أصبح متمسكا عن قناعة بالماركسية، وقد قامت جماعة «تحرير العلم» التي أسسها في سويسرا في 1883 بدور واسع في انتشار الماركسية ضمن روسيا. كما أنه أسهم في تطوير النظرية الماركسية، ومنذ أيديولوجية «الشعبوية» و «الماركسية الشرعية» والفلسفات الأخرى. في عام 1903 انضم إلى المناشفة (الأقلية) المعادية للينين ولم يقبل ثورة أكتوبر عام 1917 ومع ذلك فقد كان بليخانوف من أفضل من عرض الماركسية عرضا ممتاز في مؤلفاته الرئيسية: «تطور النظرة الواحدية للتاريخ» 1895 ، «مقالات في تاريخ المادية» 1896 ، «دور الفرد في التاريخ» 1898، وكثير غيرها. لقد وضع بليخانوف، رغم بعض المنطلقات الفلسفية الخاطئة أساس التاريخ الماركسي للفكر الاجتماعي الروسي، ولكن هذه الأخطاء تبدو جزئية إزاء الخلفية المنسقة والمنظمة لآراء بليخانوف. وتعتبر مؤلفاته من أفضل المؤلفات شعبية وجاذبية في دراسة الماركسية.

## السنوات الباكرة
ولد جورجي فالنتينوفيتش بليخانوف في 29 نوفمبر 1856 في قرية غودالوفكا الروسية في محافظة تامبوف، إحدى المحافظات الإثنا عشر. كان والد جورجي، فالنتين بليخانوف، من عائلة تتارية، وعضوًا في النبالة الوراثية. كان فالنتين عضوًا من الطبقة الدنيا للنبالة الروسية، ويملك حوالي 270 فدان من الأراضي و 50 قن تقريبًا. كانت والدة جورجي، ماريا فيودوروفنا، على صلة قرابة بعيدة من الناقد الأدبي الشهير فيساريون بيلنسكي وكان زواجها من فالنتين في عام 1855، بعد موت زوجته الأولى. كان جورجي الطفل الأول من بين خمسة أطفال.
بدأ تعليم جورجي الرسمي في عام 1866، عند انتسابه لأكاديمية فورونزيه العسكرية وهو في العاشرة من عمره. بقي طالبًا في الأكاديمية العسكرية، حيث كان يتلقى تعليمًا جيدًا من قبل المعلمين وإعجابًا جيدًا من قبل زملائه، حتى عام 1873. أضفت والدته لاحقًا طابعًا ثوريًا لحياة ابنها فيما يخص الأفكار الليبرالية التي كان يتلاقها خلال فترة تعليمه في المدرسة.
في عام 1871، تخلى فالنتين بليخانوف عن محاولاته في المحافظة على نطاق عائلته الضيق في امتلاك الأراضي وقبل العمل كمدير رسمي في زيمستفو جديدة التشكل. مات لاحقًا بعد سنتين لكن جسده لا زال موجودًا في مركز الأماكن العامة منذ ذلك الوقت.

استقال بليخانوف من الأكاديمية العسكرية بعد وفاة والده، وانتسب لمعهد سانت بطرسبرغ للتعدين. في عام 1875 قُدم لثوري شاب مثقف يدعى بافل أكسلرود، الذي قال لاحقًا أن بليخانوف ترك انطباعًا مفضلًا لديه مباشرةً: 
«تحدث جيدًا في الأعمال كالأزياء، ببساطة وبشكل أدبي. يمكن لأي أحد ملاحظة حبه للمعرفة، وعادة القراءة، والتفكير، والعمل. حلم في ذلك الوقت بالسفر إلى الخارج لإكمال تدريبه في الكيمياء. قلت للرجل الشاب: لم تسعدني هذه الخطة.. هذا إسراف! إذا أمضيت الكثير من الوقت لإكمال دراستك في الكيمياء، متى ستبدأ في العمل من أجل الثورة؟».
انضم بليخانوف، تحت تأثير أكسلرود، للحراك الشعبوي كناشط في منظمة الثورة الأساسية في ذلك الوقت، «الأرض والحرية». لم يتخرج بليخانوف مطلقًا.

## النشاط السياسي

الثوري الروسي جورجي فالنتينوفيتش بليخانوف (1856 - 1918)

كان بليخانوف من أحد منظمي مظاهرات الحراك السياسي الأولى في روسيا. في 6 ديسمبر 1876، قدم بليخانوف خطابًا ناريًا خلال مظاهرة أمام كاتدائية كازان في سانت بطرسبرغ إذ أشار إلى الاستبداد القيصري ودافع عن أفكار تشيرنيشيفسكي. بعد ذلك، أجبر بليخانوف على القيادة في الخفاء خوفًا من العقاب. اعتقل مرتين بسبب نشاطه السياسي، في عام 1877 ومرة أخرى في عام 1878، لكن أُطلق سراحه في المرتين بعد وقت قصير في السجن.
أسس بعد هجرته لأوروبا الغربية علاقات مع الحركة الاشتراكية الديمقراطية لأوروبا الغربية على الرغم من أنه شعبويًا في الأصل، وبدأ دراسة أعمال كارل ماركس وفريدريك إنجلز. عندما أصبحت مسألة الإرهاب قضية جدلية هامة لدى الحركة الشعبوية في عام 1879، عبّر بليخانوف عن رأيه بحزم في معارضته للاغتيال السياسي. وبحسب ما قاله المؤرخ ليوبولد هايمسن: «ندد بليخانوف بالإرهاب على أنه حركة طائشة ومتهورة، إذ تستنزف من طاقة الثوار وتثير قمعًا حكوميًا عنيفًا لدرجة تجعل من أي محاولة لإثارة الجماهير مستحيلة.» كان بليخانوف متيقنًا من صحة آرائه لدرجة أنه عزم على مغادرة الحركة الثورية بأكملها على أن يقدم أي تسوية في هذه المسألة.
وجد بليخانوف مجموعة شعبوية منشقة صغيرة تدعى شيرناي بيريدل (إعادة التقسيم العالمي أو الانقسام الأسود)، التي حاولت البدء بمعركة أفكار ضد المنظمة الجديدة لحركة الإرهاب النامية، نارودنايا فوليا (الإرادة الشعبية). لم يكن بليخانوف ناجحًا بوضوح في ذلك.
في عام 1879 تزوج روزاليا بوغراد-بليخانوفا، طالبة طب وناشطة في الحركة الشعبوية. رافقته في عام 1880 عندما غادر روسيا إلى سويسرا إذ كان من المقدر لبقائهما في الأصل أن يكون قصيرًا. لكنه لم يستطع العودة مجددًا إلى وطنه الأم إلا بعد 37 عامًا.
خلال السنوات الثلاث التالية، قرأ بليخانوف الاقتصاد السياسي بتعمق، ما أدى للتشكيك في إيمانه بالإمكانية الثورية للمجتمعات الريفية التقليدية. خلال هذه السنوات من عام 1882 حتى 1883، أصبح بليخانوف مقتنعًا بالماركسية وفي أواخر الثمانينيات من القرن الثامن عشر استطاع التواصل مع فريدرك إنجلز شخصيًا.
أصبح بليخانوف أيضًا مركزيًا ديمقراطيًا ملتزمًا في تلك الفترة، وآمن بفعالية الكفاح السياسي. قرر أن الكفاح في سبيل مستقبل اشتراكي يتطلب أولًا تنمية الرأسمالية في روسيا الزراعية.
انضم بليخانوف في سبتمبر 1883 مع صديقه القديم أكسلرود، وليف دويتش، وفاسلي أغناتوف، وفيرا زاسوليتش في تأسيس أول منظمة سياسية ماركسية باللغة الروسية، ذا غروبا أوسفاباجدينيي ترودا أو «تحرير اليد العاملة». وأيضًا في خريف عام 1883، كتب بليخانوف البرنامج الاشتراكي لمجموعة تحرير اليد العاملة. حاولت مجموعة تحرير اليد العاملة، من مقرها في جنيف، بتعميم أفكار كارل ماركس الاقتصادية والتاريخية، التي لاقت بعض النجاح، في جذب مثقفين بارزين مثل بيوتر ستروف، وفلاديمير لينين، ويوليوس مارتوف، وألكسندر بوتريسوف للمنظمة.

## أعماله المترجمة للعربية
- أبحاث في تاريخ المادية، ج. بليخانوف، 1994 دار الفارابي
- في تطور النظرة الوحدوية إلى التاريخ، بليخانوف، 1983 دار الفارابي

## وصلات خارجية
- جورجي بليخانوف على موقع الموسوعة البريطانية (الإنجليزية)